# Вейруш (Эштаррежа)
Вейруш (порт. Veiros) — район (фрегезия) в Португалии, входит в округ Авейру. Является составной частью муниципалитета Эштаррежа. Находится в составе крупной городской агломерации Большое Авейру. По старому административному делению входил в провинцию Бейра-Литорал. Входит в экономико-статистический субрегион Байшу-Воуга, который входит в Центральный регион. Население составляет 2618 человек. Занимает площадь 11,21 км².